# Neorthacris
Genre
Neorthacris est un genre d'insectes orthoptères de la famille des Pyrgomorphidae.

## Distribution
Les espèces de ce genre se rencontrent en Asie du Sud.

## Liste des espèces
Selon Orthoptera Species File (13 juillet 2018) :
- Neorthacris acuticeps (Bolívar, 1902)
- Neorthacris longicercata Singh & Kevan, 1965
- Neorthacris malabarensis Singh & Kevan, 1965
- Neorthacris palnensis (Uvarov, 1929)
- Neorthacris simulans (Bolívar, 1902)

## Publication originale
- Kevan & Singh, 1964 : Preliminary diagnoses of a new genus and a new subgenus of Orthacridini (Orthoptera: Pyrgomorphidae) from South India. Entomologist London, vol. 97, p. 173-176.